# میداوود
میداوود، شهری در بخش میداوود شهرستان باغ‌ملک در استان خوزستان ایران است. این شهر، مرکز بخش میداوود است.
این شهر در ۲ تیر ۱۳۸۹ پس از ادغام دو روستای میداوود سفلی و چیت انبه به عنوان شهر میداوود تشکیل شد.

## جمعیت
بر پایه سرشماری عمومی نفوس و مسکن در سال ۱۳۹۵، جمعیت شهر میداوود برابر با ۳٬۵۱۳ نفر (۹۳۳ خانوار) بوده‌است.